# Aleksandr Alekséyevich Ivanov
Aleksandr Alekséyevich Ivanov (en ruso: Александр Алексеевич Иванов; Nizhni Taguil, 25 de abril de 1993) es un atleta ruso especializado en marcha atlética.
Ivanov consiguió la medalla de oro en el Campeonato Mundial de Atletismo de 2013 en Moscú. Otras participaciones destacadas a nivel internacional han sido los segundos puestos conseguidos en 2012 en el Campeonato Mundial Junior de Atletismo, celebrado en Barcelona y en la Copa Mundo de Marcha Atlética celebrada en la ciudad rusa de Saransk.
Fue descubierto para el atletismo por uno de sus profesores de educación física, Aleksandr Surayev, que fue su primer entrenador. Al entrar en la universidad de Cheliábinsk pasó a entrenar a las órdenes de Yelena Saiko, con la que quedó cuarto en el Campeonato Ruso de Invierno de Marcha Atlética y segundo en el Campeonato Nacional de Verano, lo que le proporcionó la plaza en la selección que acudió al Campeonato Europeo Junior celebrado en Tallin. En esta competición es donde Víctor Cheguin, su actual entrenador, le invitó a formar parte de su grupo.
El 29 de agosto de 2015 contrajo matrimonio con la también marchadora Elmira Alembekova, actual campeona de Europa de marcha atlética.

## Mejores marcas personales
| Mejores marcas personales | Mejores marcas personales | Mejores marcas personales | Mejores marcas personales |
| Distancia                 | Tiempo                    | Lugar                     | Fecha                     |
| ------------------------- | ------------------------- | ------------------------- | ------------------------- |
| 5000 m PC                 | 19:35.0                   | Cheliábinsk, Rusia        | 6 de enero de 2012        |
| 10 000 m                  | 40:12.90                  | Barcelona, España         | 13 de julio de 2012       |
| 10 km                     | 39:40                     | Sochi, Rusia              | 27 de febrero de 2015     |
| 20 km                     | 1h:19:45                  | Zúrich, Suiza             | 13 de agosto de 2014      |
| PC - Pista Cubierta       |                           |                           |                           |